# Edward Alleyn
Edward Alleyn (1 de Setembro de 1566 – 25 de Novembro de 1626) foi um ator inglês muito importante no teatro elisabetano, fundador da Dulwich College e Alleyn's School nascido em Bishopsgate, Londres.

## Juventude
Edward Alleyn nasceu em Bishopsgate, Londres, filho de um estalajadeiro, tendo sido batizado em St. Botolph-without-Bishopsgate. Ele é conhecido pelos contemporâneos como "Ned" e seu sobrenome é escrito de diversas formas: Allen ou Alleyne.

## Carreira
Não se sabe ao certo em que período de sua vida começou a atuar, mas em 1583 seu nome estava na lista de atores da Conde de Worcester. Ele foi eventualmente avaliado como o melhor ator de seu tempo; seu único rival foi Richard Burbage.